# 메트로이드 프라임 4: 비욘드
《메트로이드 프라임 4: 비욘드》는 레트로 스튜디오가 개발하고 닌텐도가 배급한 액션 어드벤처 게임이다. 《메트로이드》의 '프라임' 하위 시리즈 네 번째 본편이다.
E3 2017 온라인 상영회에서 처음 공개됐으며 당시 반다이 남코 스튜디오가 개발하는 것으로 보고됐다. 2019년 초 경, 《메트로이드 프라임》 게임들을 개발한 레트로 스튜디오가 주도해 개발이 다시 시작했다. 《메트로이드 프라임》 1편의 개발자 타나베 켄스케가 프로듀서로 참여했다.

## 개발
《메트로이드 프라임 4》는 E3 2017 방송에서 닌텐도가 처음으로 공개했다. 닌텐도 오브 아메리카의 홍보관리자 빌 트리넨은 《메트로이드》 프로듀서 타나베 켄스케가 참여하지만 《메트로이드 프라임》 삼부작을 개발했던 레트로 스튜디오는 개발에 참여하지 않는다고 설명했다.

## 참조

### 내용주
1. ↑  영어: Metroid Prime 4: Beyond